# Stefan Pfannmöller
Stefan Pfannmöller, född den 4 december 1980 i Halle an der Saale, Tyskland, är en tysk kanotist.
Han tog OS-brons i C-1 i slalom i samband med de olympiska kanottävlingarna 2004 i Aten.